# هانس شرودر
هانس شرودر (بالألمانية: Hans Schröder)‏ هو رسام ألماني، ولد في 28 يونيو 1930 في ساربروكن في ألمانيا، وتوفي بنفس المكان في 6 أبريل 2010.